# Aleksander Michałowski
Aleksander Michałowski (Kamieniec Podolski, 1851. május 17. – Varsó, 1938. október 17.)  lengyel zongoraművész, zenepedagógus és zeneszerző volt. A káprázatos technikai tudású zongoristának alapvető hatása volt a zongorajáték tanítására is, különösen Chopin és Bach műveit illetően, és ezt az örökséget számos tanítványa vitte tovább.

## Tanulmányai

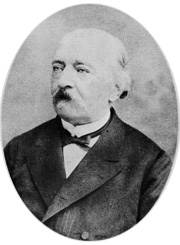
A Chopin-tanítvány Karol Mikuli, Michałowski barátja

Aleksander Michałowski 1851-ben született Kamieniec Podolskiban (akkor: Orosz Birodalom, ma: Ukrajna).  1867-től, a lipcsei Konzervatóriumban tanult Ignaz Moscheles, Carl Reinecke és Theodor Coccius növendékeként. Coccius
tette rá a legnagyobb hatást, ő pedig nagyon szorgalmas volt, gyakran tíz órát is gyakorolt naponta. 1869-ben Berlinbe ment, ahol Carl Tausig irányításával folytatta tanulmányait. Tausig viszont olyan magas ujjtartást akart ráerőltetni, amely csaknem tönkretette a technikáját. Varsóba költözött, ahol 1870-ben véglegesen letelepedett.
Ekkoriban kötött barátságot az örmény-lengyel Karol Mikulival (1821-1897), aki akkor a Lwówi Konzervatórium igazgatója volt, és Chopinnél tanult 1844-1848 között. Mikuli átadta neki azokat nézeteket és tanácsokat, amelyeket Chopin a saját műveinek előadásával kapcsolatban osztott meg vele. Michałowski találkozott Chopin másik tehetséges tanítványával, Marcelina Czartoryska (születési nevén: Radziwiłł) hercegnővel is, aki mazurkákat játszott neki. Minthogy korábbi tanára, Moscheles szintén Chopin barátja volt, Michałowski gazdag ismeretek birtokába jutott a lengyel géniusz gondolkodásával és előadó-művészetével kapcsolatban.

## Chopin-játékának stílusa
Chopin minden művét jól ismerte, és egész életét azok tanulmányozásának szentelte. Előadásaiban olykor eltért a zenei anyagtól és átírt bizonyos részeket Moriz Rosenthal stílusában. 1878-ban meglátogatta Liszt Ferencet Weimarban. Mivel kapcsolata volt a Lipcsei Konzervatóriummal, Liszt eleinte nem fogadta szívesen, de később olyan mély benyomást tett rá, hogy elismerte Michałowski előadói hitelességét és elfogadta a bemutatott variációkat. Zbigniew Drzewiecki, aki később utódja volt Varsóban, ezt írta:

„Mint Chopin-előadó, kialakított egy sajátos stílust a szerző műveinek átadásában, amelyet sok utánzó követett. Ez a gyors futamok finom kidolgozását és eleganciájuk hangsúlyozását jelentette, tompítva az erősen expresszív fokozások éleit – Chopin műveit ezáltal szinte a szalonok szentimentális légkörébe helyezve. De még ezt a csekély szentimentalitást is a mértékletesség szigorú kontrollja, a játék tisztasága és a jó ízlés jellemezte.”

## Tanítási elvei
Varsóban letelepedve tanítani kezdett, eleinte magántanárként. 1891-től a koncert zongorista osztály professzora lett Varsói Zenei Intézetben (a Fryderik Chopin Zeneművészeti Egyetem elődje), amelynek abban az időben Apolinary Katski volt a vezetője. 1918-ig dolgozott ott, majd a Varsói Zenei Társaság Fryderyk Chopin Zeneiskolájában folytatta a tanítást. Különösen hangsúlyozta az ellenpontozó játék fontosságát, és az első két évben tanítványaival nagyon sok Bachot játszatott. Egyik leghíresebb tanítványa, Wanda Landowska esetében ez oda vezetett, hogy egész pályáját Bachnak és a barokk zenének szentelte. Chopin maga is nagyon kedvelte Bachot, és Michałowski megértette, hogy az ellenpont alapelvei a legfontosabbak, hogy megértsük Chopin művészetét. Súlyt helyezett tanítványai játékában a kreativitás és a technikai tökéletesség fejlesztésére. Az óráin bemutatta, hogyan képzeli el a művek előadását, és bátorította a tanítványait, hogy utánozzák az ő felfogásmódját.

## Tanítványai és követői
Számtalan tanítványa között többen futhattak be volna sokkal nagyobb nemzetközi karriert, ha a két világháború nem szakította volna meg, esetenként nem törte volna derékba a pályájukat. Köztük volt Jerzy Żurawlew, a Nemzetközi Chopin Zongoraverseny alapítója (1927). A leghíresebb tanítványa minden bizonnyal Wanda Landowska, Vladimir Sofronitsky és Mischa Levitzki volt. Jerzy Lefeld a titkára lett. Egyik kiváló növendéke, Bolesław Kon, akit Konstantin Igumnov is tanított, 1936-ban, 30 évesen meghalt. Róża Etkin-Moszkowskát a németek Varsóból való visszavonulásuk során 1944-ben megölték. Legelső tanítványai Henryk Pachulski (1859-1921) és Piotr Maszyński (1855-1934) voltak, míg a legutolsók közé tartozott Stanislaw Urstein, Edwarda Chojnacka, Wiktor Chapowicki, Józef Śmidowicz, Vladimir Sofronitsky és Bolesław Woytowicz. Szintén vett tőle leckéket Heinrich Neuhaus a neves zongoraművész és tanár, akinek tanítványai között ott volt Szvjatoszlav Richter, Emil Gilelsz, Yakov Zak és Ryszard Bakst. Radziwonowicz felsorolja továbbá a tanítványok közt Stefania Allina, Zofia Buckiewiczowa, Janina Familier Hepner, Zofia Frankiewicz, Stefania Niekrasz, Stanislaw Nawrocki, Ludomir Różycki, Piotr Rytel, Henryk Schulz-Evler, Władysław Szpilman, Juliusz Wolfsohn és Alexander Zakin nevét. Józef Turczyński, aki közvetlen utódja volt Varsóban, és az őt követő Zbigniew Drzewiecki nem voltak ugyan a tanítványai, de folytatták az általa megkezdett munkát, mint a lengyel iskola vezető professzorai.

## Kései pályája
Michałowski kamaramuzsikus is volt: duókat játszott Stanisław Barcewicz hegedűművésszel, valamint triókat Barcewicz és Aleksandr Verzhbilovich csellista társaságában.
35 zongoraművet írt (főként rövid briliáns darabokat) és elkészítette Chopin műveinek útmutatókkal ellátott kiadását. Tekintélyes mennyiségű hanglemezfelvételt készített, három időszakban: az elsőt 1906-ban, a másodikat 1918-ban, az utolsót pedig az 1930-as években. Harold C. Schonberg szerint ezek a felvételek „emberfeletti hangon” szólnak. Bár nagyon sikeres előadóművész volt, egyre inkább a tanítás felé fordult, különösen amikor a látása 1912-ben hirtelen megromlott. Egyik kollégája, Ruszczycówna asszony biztatására mégis visszatért a pódiumra, és a következő években számos koncertet adott. 1919-ben ünnepelte színpadra lépésének ötvenedik évfordulóját. 1929-ben egy koncerten előadta Chopin mindkét zongoraversenyét.
87 évesen, Varsóban hunyt el 1938. október 17-én, Chopin halálának évfordulóján.

## Fordítás
Ez a szócikk részben vagy egészben  az   Aleksander Michałowski című angol Wikipédia-szócikk ezen változatának fordításán alapul.  Az eredeti cikk szerkesztőit annak laptörténete sorolja fel. Ez a jelzés csupán a megfogalmazás eredetét és a szerzői jogokat jelzi, nem szolgál a cikkben szereplő információk forrásmegjelöléseként.